# Euploea aethiops
Euploea aethiops är en fjärilsart som beskrevs av Butler 1866. Euploea aethiops ingår i släktet Euploea och familjen praktfjärilar. Inga underarter finns listade i Catalogue of Life.